# Луцій Клавдій Прокул Корнеліан
Лу́цій Кла́вдій Проку́л Корнеліа́н (лат. Lucius Claudius Proculus Cornelianus; II століття) — римський політичний діяч, консул-суффект 139 року. Свій cursus honorum пройшов за часів Траяна, Адріана та Антоніна Пія.
Напис, знайдений у Тібурі, датований між 151—175 роками, свідчить, що він був одружений зі знатною жінкою на ім'я Гереннія Гельвідія Еміліана.
Корнеліан був разом з Луцієм Мініцієм Наталісом Квадронієм Вером консулом-суффектом імовірно з 1 квітня по 31 червня 139 року.
З того часу про його подальшу долю відомостей немає.